# 平常将
平 常将（たいら の つねまさ）は、平安時代中期から後期にかけての武士。平忠常の子。恒将、経将、常昌とも。

## 略歴
父・忠常は長元元年（1028年）以来、朝廷に反旗を翻していたが（平忠常の乱）、同4年（1031年）に降伏した。常将は弟の常近と共に父・忠常の平安京への連行に従事した。忠常は美濃国で病没し、首は京で晒されたが、常将・常近は罪を許された。
下総国に帰還した常将は千葉介と号したと言う。そのため、千葉氏の系図では常将を初代当主と見做すことが多い（『千葉大系図』）。
『妙見実録千集記』所収の「花見系図」に拠れば、常将は天女を妻とし、常長を儲けたとされる。この天女が何を意味するのか不明であるが、『千葉大系図』には、常長の母には「大外記中原師直女」とあり、中原氏は朝廷に仕える貴族であることから、天皇に仕える「天人」の娘を娶ったという伝承から生まれた話であるとする説がある。